# Cyrtopodion russowii
Cyrtopodion russowii är en ödleart som beskrevs av  Strauch 1887. Cyrtopodion russowii ingår i släktet Cyrtopodion och familjen geckoödlor. IUCN kategoriserar arten globalt som livskraftig. Inga underarter finns listade i Catalogue of Life.